# Consell de Castella

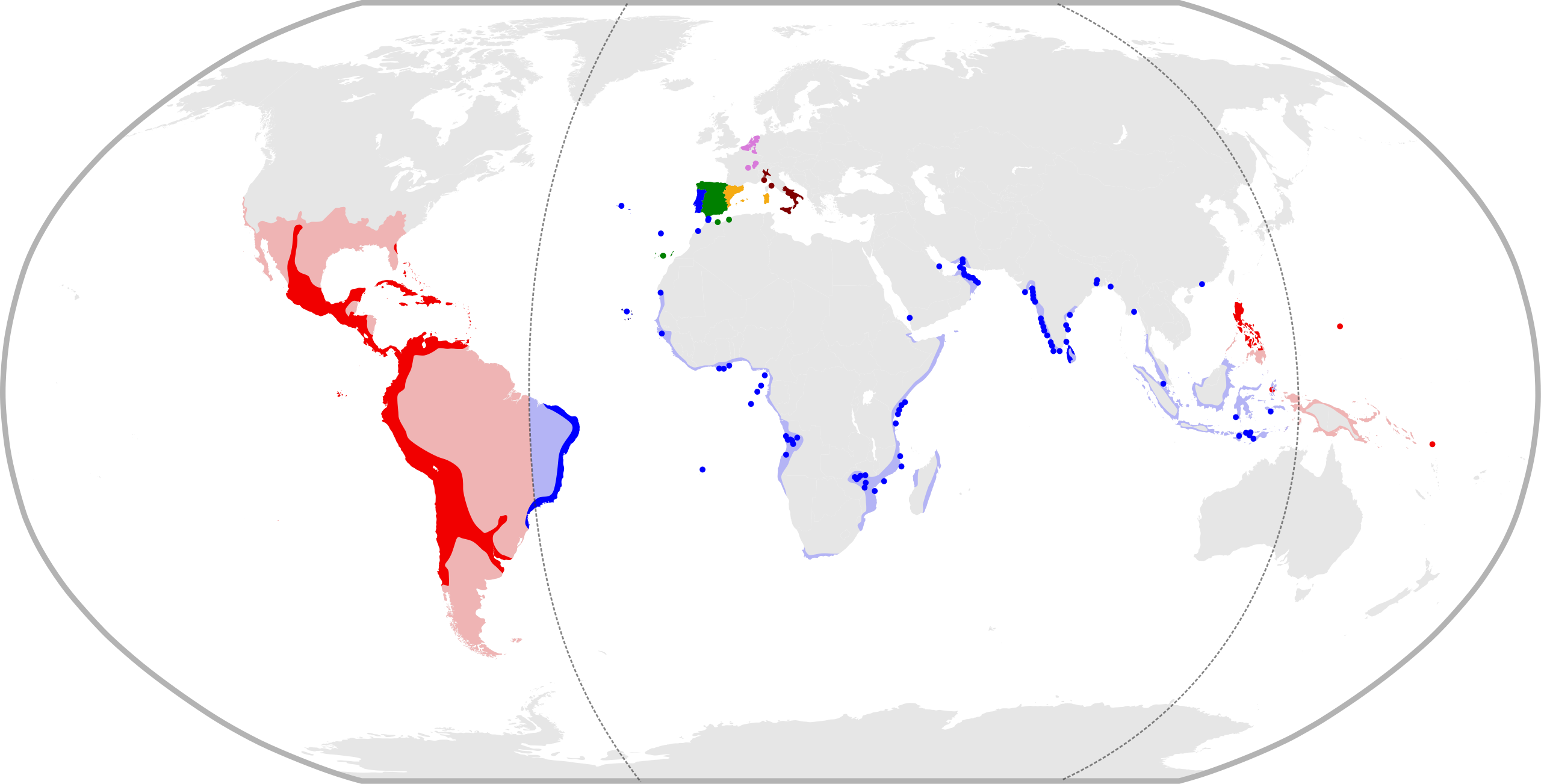
La Monarquia d'Espanya fou uns monarquia composta configurada per un conjunt de dominis territorials que compartien el mateix monarca i on cadascun dels estats mantenia el seu idioma, lleis, i sistemes polítics propis. Cada conjunt territorial tenia un àmbit administratiu i jurisdiccional diferenciat, i el monarca hi governava assessorat per un Consell territorial específic per a cada domini territorial.
Territoris adscrits al Consell de Castella
Territoris adscrits al Consell d'Aragó
Territoris adscrits al Consell de Portugal
Territoris adscrits al Consell d'Itàlia
Territoris adscrits al Consell d'Índies
Territoris adscrits al Consell de Flandes

El Consell de Castella, conegut oficialment en castellà com a Real y Supremo Consejo de Castilla (Reial i Suprem Consell de Castella), era la columna vertebral i principal centre de poder de l'estructura de govern de la Monarquia Hispànica durant l'edat moderna (segles XVI al xix), època que es coneix com a polisinodal, és a dir, amb multiplicitat de Consells.

## Història
Com a Consell Reial, el Consell de Castella era la segona dignitat del regne, immediatament després del rei. Fou considerat com l'arquetip del consell o sínode i de la seva estructura i organització, de forma que tots els altres calcaren d'aquest les seves. Aquest organisme fou creat a finals del segle xiv (1385) per Joan I, després del desastre de la batalla d'Aljubarrota.
En un principi, el Consell comptava amb 12 membres, quatre de cadascun dels estaments: representants del clergat, de les ciutats i de la noblesa. L'any 1442, la noblesa augmentà la seva influència, mitjançant una reforma que augmentà a 60 el nombre de membres.
A les Corts celebrades a Toledo el 1480, els Reis Catòlics van dotar a aquest organisme d'una major entitat tant jurídica com institucional. Alhora, els monarques van regular la seva composició i la procedència dels seus membres: un president (membre de la branca eclesiàstica), dos o tres nobles, i vuit o nou lletrats. Amb aquesta reforma, el Consell, amb una representació molt més equilibrada dels diversos estaments, quedà molt lligat a la voluntat reial. Posteriors reformes es van realitzar sota els regnats de Felip II (1598) i Felip V.
El Consell de Castella era hereu de l'antic Consell Reial (la institució medieval que aconsellava al rei en la presa de decisions polítiques). Amb la unificació de diverses corones amb els Reis Catòlics i la multiplicació del nombre de consells, l'organisme castellà s'especialitzà en el govern intern de la Corona de Castella, per aquells temps la zona més estensa i poblada dels dominis de la monarquia. Alhora, la Corona de Castella era el territori més cohesionat jurídicament i territorial, i era el regne on el monarca tenia menys problemes per prendre decisions i podia cobrar més impostos. Tant augmentà el seu poder que, sota el regnat de Carles V, el Consell d'Estat s'independitzaria del Consell de Castella per la importància creixent de la política exterior.
Al segle xviii, amb el canvi de dinastia, la Guerra de Successió i els Decrets de Nova Planta, que acabaren amb la resta de consells de la monarquia, el Consell de Castella augmentà significativament el seu poder. Durant aquest període, Melchor de Macanaz arribà a ser fiscal del Consell.
La segona meitat del segle xviii i l'inici del XIX (fins a la Guerra d'Independència, quan la discontinuïtat de la monarquia obligà a reinventar el sistema polític amb la Constitució de Baiona en un bàndol i la Constitució de Càdis a l'altre) pot considerar-se com el període més important del Consell. Aquest fet queda demostrat amb la presència de figures tan destacades com ara bé Pedro Rodríguez de Campomanes o Gaspar Melchor de Jovellanos, ambdós fiscals al servei del Despotisme il·lustrat de Carles III i Carles IV.

## Algunes dates importants
- 6 de març de 1701. Felip V estableix que el Consell queda format pel President o Governador, 20 oïdors i el fiscal, per a les seves quatre sales. Confirma així el decret de Carles II de 17 de juliol de 1691.
- 10 de novembre de 1713. Es dona nova planta al Consell, que passa a tenir cinc sales. Aquest decret fou confirmat posteriorment l'1 de maig i el 16 de desembre de 1714.
- 9 de juny de 1715. Donat que nova planta havia portat desordre i confusió, el monarca torna a establir el model tradicional. Així, el Consell queda format pels següents membres: un President, amb totes les prerrogatives i honors anteriors, i 22 consellers dividits entre 8 a la sala de govern, 4 a la sala de justícia, 4 a la sala de província, 5 a la sala de mil cinc-centes, i 1 a la presidència de la sala d'alcaldes de casa i cort.